# Verlaine, Belgien
Verlaine är en kommun i Belgien.   Den ligger i provinsen Liège och regionen Vallonien, i den östra delen av landet, 70 km öster om huvudstaden Bryssel. Antalet invånare är 3 792.
Trakten runt Verlaine består till största delen av jordbruksmark. Runt Verlaine är det tätbefolkat, med 286 invånare per kvadratkilometer.